# Heilwig von Lengenfeld
Heilwig von Lengenfeld (auch Heilwiga geschrieben) (* unbekannt; † 1160) war eine der Töchter des Friedrich III. von Pettendorf und seiner Gemahlin Heilbirg.
Heilwig war mit dem Grafen Gebhard I. von Leuchtenberg († 1146) vermählt. Sie war damit Stammmutter der Landgrafen von Leuchtenberg, deren Herrschaft bis 1646 dauerte;  danach gelangten die Besitzungen über den letzten der Familie, Maximilian Adam, an die Wittelsbacher.
Da sie und ihre Schwester Heilika von Lengenfeld die einzigen Kinder aus der Ehe ihrer Eltern waren, ging nach deren Tod das reiche Erbe der Herren von Pettendorf an die Landgrafen von Leuchtenberg,  denen durch diese Heirat die Herrschaft Waldeck zufiel. Die anderen Besitzungen der Pettendorfer kamen aufgrund der Ehe von Heilika mit Otto V. von Scheyern an die Wittelsbacher.
Heilwig ist zusammen mit ihrem Gemahl Gebhardt und weiteren Familienmitgliedern im Kloster Ensdorf begraben.

## Nachkommen
- Gebhardt II. von Leuchtenberg (* 1146; † 1168), wurde von Kaiser Friedrich Barbarossa in den Grafenstand erhoben
- Friedrich I. (* unbekannt; † 1146/1155)[30]
- Marquard (* um 1146; † 1166/1168)